# Thyene varians
Thyene varians là một loài nhện trong họ Salticidae.
Loài này thuộc chi Thyene. Thyene varians được Elizabeth Maria Gifford Peckham & George William Peckham miêu tả năm 1901.